# Camilla Wicks
Camilla Wicks (Long Beach, 9 agosto 1928 – 25 novembre 2020) è stata una violinista statunitense.

## Biografia
Camilla Dolores Wicks è nata a Long Beach, California. Il padre norvegese era un illustre violinista e insegnante. Wicks è stata una bambina prodigio, debuttando all'età di 7 anni con il Concerto n. 4 di Mozart. A 8 anni esegue il Concerto n. 1 di Bruch e l'anno successivo il Concerto n. 1 di Paganini. Dal 1938 ha studiato con Louis Persinger alla Juilliard School di New York. Nel 1942 ha fatto il suo debutto con la New York Philharmonic. Negli anni successivi si perfeziona con Henri Temianka.
Nel decennio successivo si esibì regolarmente con prestigiosi direttori d'orchestra (Walter, Reiner, Stokowski, Rodzinski, Ehrling). In quegli anni fece lunghe tournée europee ed è stata molto popolare in Scandinavia. Jean Sibelius ammirò molto l'interpretazione del suo Concerto, di cui ha fatto una registrazione nel 1952 per la Capitol. La Wicks è stata una sostenitrice dei compositori scandinavi, che a loro volta hanno scritto composizioni per lei. Bjarne Brustad le ha dedicato una serie di composizioni. Ha eseguito i Concerti di Fartein Valen e Hilding Rosenberg (1952), e ha presentato in anteprima mondiale quelli di Harald Saeverud e Klaus Egge (1953). Ha anche collaborato con Ernest Bloch.
Si sposa nel 1951 e si ritira quasi completamente dall'attività concertistica per dedicarsi ai suoi cinque figli.
Alla fine degli anni Sessanta, la Wicks intraprese la sua seconda carriera di insegnante. Nel 1999 è stata insignita del titolo di Cavaliere del Reale Ordine al Merito Norvegese. La Wicks ha tenuto la cattedra "Isaac Stern" al Conservatorio di San Francisco prima di ritirarsi nel 2005.